# Форест Сити (Мисури)
Форест Сити (енгл. Forest City) град је у америчкој савезној држави Мисури.

## Демографија
По попису из 2010. године број становника је 268, што је 70 (-20,7%) становника мање него 2000. године.
| Група             | 2000.       | 2010.       |
| Белци             | 325 (96,2%) | 256 (95,5%) |
| Афроамериканци    | 3 (0,9%)    | 0 (0,0%)    |
| Азијати           | 0 (0,0%)    | 0 (0,0%)    |
| Хиспаноамериканци | 0 (0,0%)    | 6 (2,2%)    |
| Укупно            | 338         | 268         |